# Vùng nhận dạng phòng không (biển Hoa Đông)

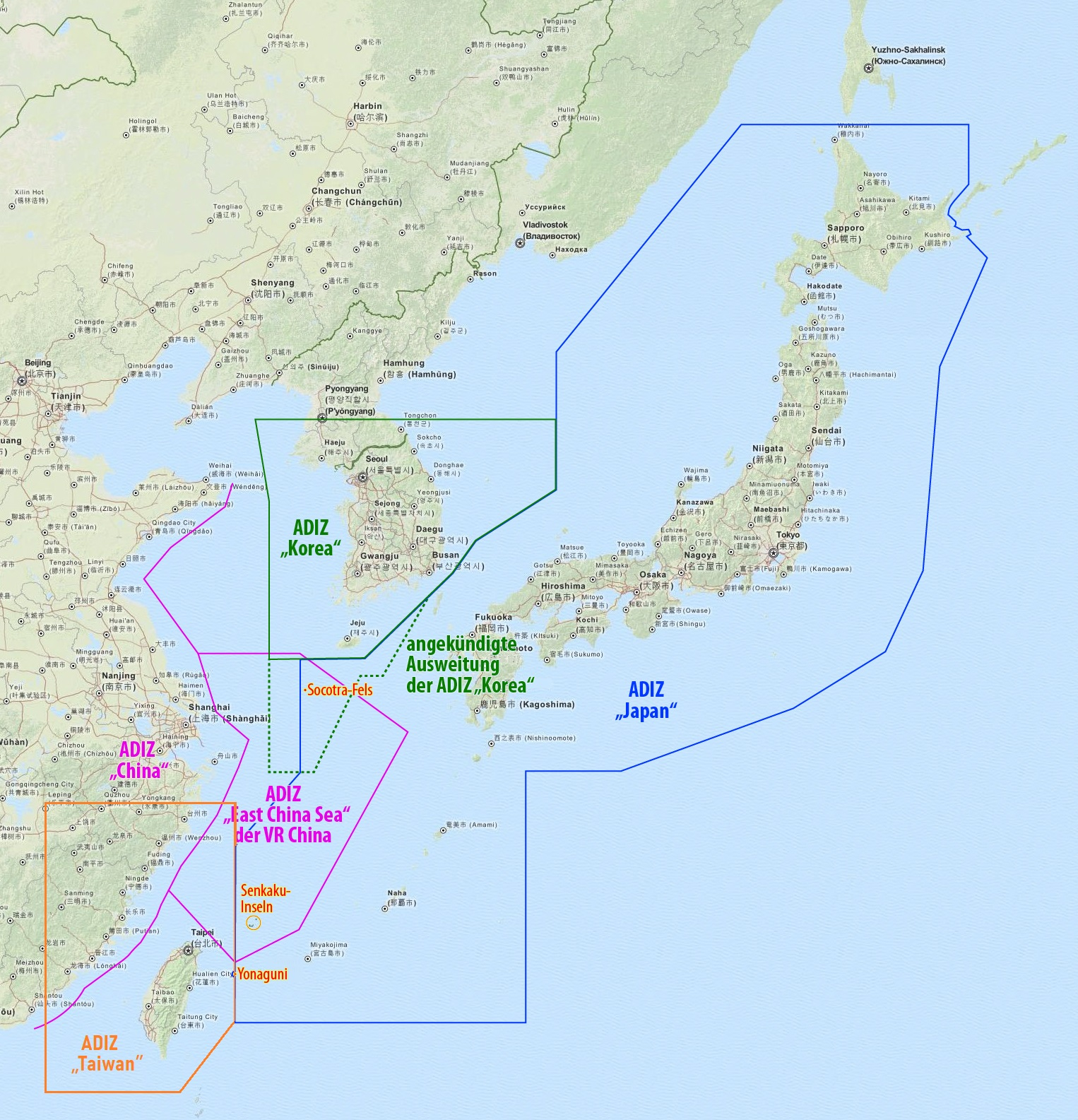
ADIZ của Nhật Bản và Trung Quốc

Vùng nhận dạng phòng không biển Hoa Đông (Hán-Việt: Trung Hoa Nhân dân Cộng hòa quốc Hải phòng Không thức Biệt khu) là một vùng nhận dạng phòng không được Bộ quốc phòng Cộng hòa nhân dân Trung Hoa xác lập trên bầu trời biển Hoa Đông và công bố vào ngày 23 tháng 11 năm 2013, bao trùm lên cả quần đảo Senkaku mà Trung Quốc tuyên bố có tranh chấp chủ quyền với Nhật Bản và đá ngầm Socotra mà Trung Quốc tranh chấp với Hàn Quốc. Theo Bộ Quốc phòng Cộng hòa Nhân dân Trung Hoa, máy bay tiến vào khu vực này phải tuân thủ theo luật của Trung Quốc nếu không sẽ đối mặt với "những biện pháp bảo vệ khẩn cấp".
Bộ Quốc phòng Trung Quốc ra tuyên bố các máy bay phải thông báo về kế hoạch bay, "duy trì liên lạc radio hai chiều" và "phản ứng kịp thời và chính xác" trước các yêu cầu nhận dạng.
Vùng ADIZ của phía Nhật đưa ra bao trùm hầu hết vùng đặc quyền kinh tế của họ. Ranh giới phía Đông của nó được quân đội Mỹ thiết lập sau chiến tranh thế giới thứ 2 ở 123° kinh độ đông. Ngày 25 tháng 6 năm 2010 Nhật Bản mở rộng vùng ADIZ xung quanh đảo đảo Yonaguni 22 km về phía tây của đảo này. Do đó nó chồng lấn với ADIZ của ROC và chính phủ ROC bày tỏ sự "đáng tiếc" về hành động của Nhật Bản. Về bờ biển đất liền của Trung Quốc, ADIZ của Nhật cách điểm gần nhất là 130 km.

## Các quy định
1. Nhận dạng bằng kế hoạch bay: Các máy bay phải cung cấp kế hoạch bay cho Bộ Ngoại giao Trung Quốc hoặc Tổng cục Hàng không dân dụng Trung Quốc.
2. Nhận dạng bằng sóng vô tuyến: Các máy bay phải giữ thông tin vô tuyến trực tuyến hai chiều, trả lời trong thời gian sớm nhất và chính xác nhất đối với các yêu cầu nhận dạng của cơ quan quản lý hành chính của vùng nhận dạng phòng không trên biển Hoa Đông hoặc đơn vị được cơ quan này cho phép.
3. Nhận dạng bằng bộ phát đáp: Các máy bay có trang bị bộ phát đáp radar thứ cấp phải giữ bộ phát đáp hoạt động trong suốt chuyến bay.
4. Nhận dạng bằng biểu trưng (logo): Các máy bay phải thể hiện rõ ràng quốc tịch và biểu trưng nhận dạng đăng ký theo các hiệp ước quốc tế có liên quan.[4]

## Phản ứng
Nhật Bản và Hàn Quốc và không công nhận vùng nhận dạng phòng không này của Trung Quốc vì cho rằng khu vực này bao trùm cả không phận của Nhật Bản và Hàn Quốc.
Hoa Kỳ và Úc phản đối vùng xác nhận phòng không này của Trung Quốc với lý do việc xác lập vùng nhận dạng phòng không của Trung Quốc gây căng thẳng cho an ninh và ổn định của khu vực.
Bộ trưởng quốc phòng Hoa Kỳ Chuck Hagel đã gọi hành động của Trung Quốc là "một nỗ lực gây bất ổn nhằm thay đổi status quo trong khu vực. Hoa Kỳ đã phái hai máy bay ném bom B-52 từ Guam bay qua khu vực này, và tuyên bố rằng đã "không có phản ứng rõ ràng của Trung Quốc".
Các quốc gia khác gồm Nhật Bản và Australia đã bày tỏ không tán thành về khu vực này của Trung Quốc.
Hoa Kỳ và Nhật Bản đều tuyên bố sẽ phớt lờ khu vực nhận dạng này và sẽ bất tuân các mệnh lệnh của Trung Quốc. Hagel tuyên bố rằng thông báo của Trung Quốc "quyết định của Trung Quốc sẽ không thay đổi cách thức hoạt động của quân đội Mỹ trong khu vực." Ông cũng nhắc lại lập trường chính thức của chính quyền Obama rằng Hoa Kỳ sẽ ủng hộ Nhật Bản trong trường hợp có chiến tranh với Trung Quốc đối với quần đảo Senkaku/Điếu Ngư.

Lãnh đạo nhiều hãng hàng không ở châu Á tuyên bố sẽ cung cấp thông tin chuyến bay cho Trung Quốc khi đi qua vùng nhận dạng phòng không trên biển Hoa Đông nhưng sẽ không thay đổi đường bay và lịch trình bay.
Từ ngày 27/11/2013, hãng hàng không All Nippon Airways (ANA) và Japan Airlines (JAL) sẽ không thông báo lịch bay cho Trung Quốc sau khi nhận được yêu cầu của chính quyền Nhật Bản. Hai hãng này trước đó đã gửi lịch bay đến Trung Quốc từ hôm 23-11 "vì lý do an toàn".